# Communauté de communes Sarlat-Périgord Noir
Die Communauté de communes Sarlat-Périgord Noir ist ein französischer Gemeindeverband mit der Rechtsform einer Communauté de communes im Département Dordogne in der Region Nouvelle-Aquitaine. Sie wurde am 21. Dezember 2010 gegründet und umfasst 13 Gemeinden. Der Verwaltungssitz befindet sich im Ort Sarlat-la-Canéda.

## Mitgliedsgemeinden
| Gemeinde                                    | Einwohner 1. Januar 2022 | Fläche km² | Dichte Einw./km² | Code INSEE | Postleitzahl |
| ------------------------------------------- | ------------------------ | ---------- | ---------------- | ---------- | ------------ |
| Beynac-et-Cazenac                           | 447                      | 12,74      | 35               | 24040      | 24220        |
| La Roque-Gageac                             | 439                      | 7,17       | 61               | 24355      | 24250        |
| Marcillac-Saint-Quentin                     | 839                      | 16,46      | 51               | 24252      | 24200        |
| Marquay                                     | 587                      | 24,27      | 24               | 24255      | 24620        |
| Proissans                                   | 1.086                    | 17,56      | 62               | 24341      | 24200        |
| Saint-André-d’Allas                         | 885                      | 28,77      | 31               | 24366      | 24200        |
| Saint-Vincent-de-Cosse                      | 384                      | 7,19       | 53               | 24510      | 24220        |
| Saint-Vincent-le-Paluel                     | 293                      | 6,86       | 43               | 24512      | 24200        |
| Sainte-Nathalène                            | 648                      | 13,57      | 48               | 24471      | 24200        |
| Sarlat-la-Canéda                            | 8.786                    | 47,13      | 186              | 24520      | 24200        |
| Tamniès                                     | 405                      | 19,09      | 21               | 24544      | 24620        |
| Vézac                                       | 512                      | 12,97      | 39               | 24577      | 24220        |
| Vitrac                                      | 857                      | 14,38      | 60               | 24587      | 24200        |
| Communauté de communes Sarlat-Périgord Noir | 16.168                   | 228,16     | 71               | –          | –            |